# Rio di San Giovanni Nuovo

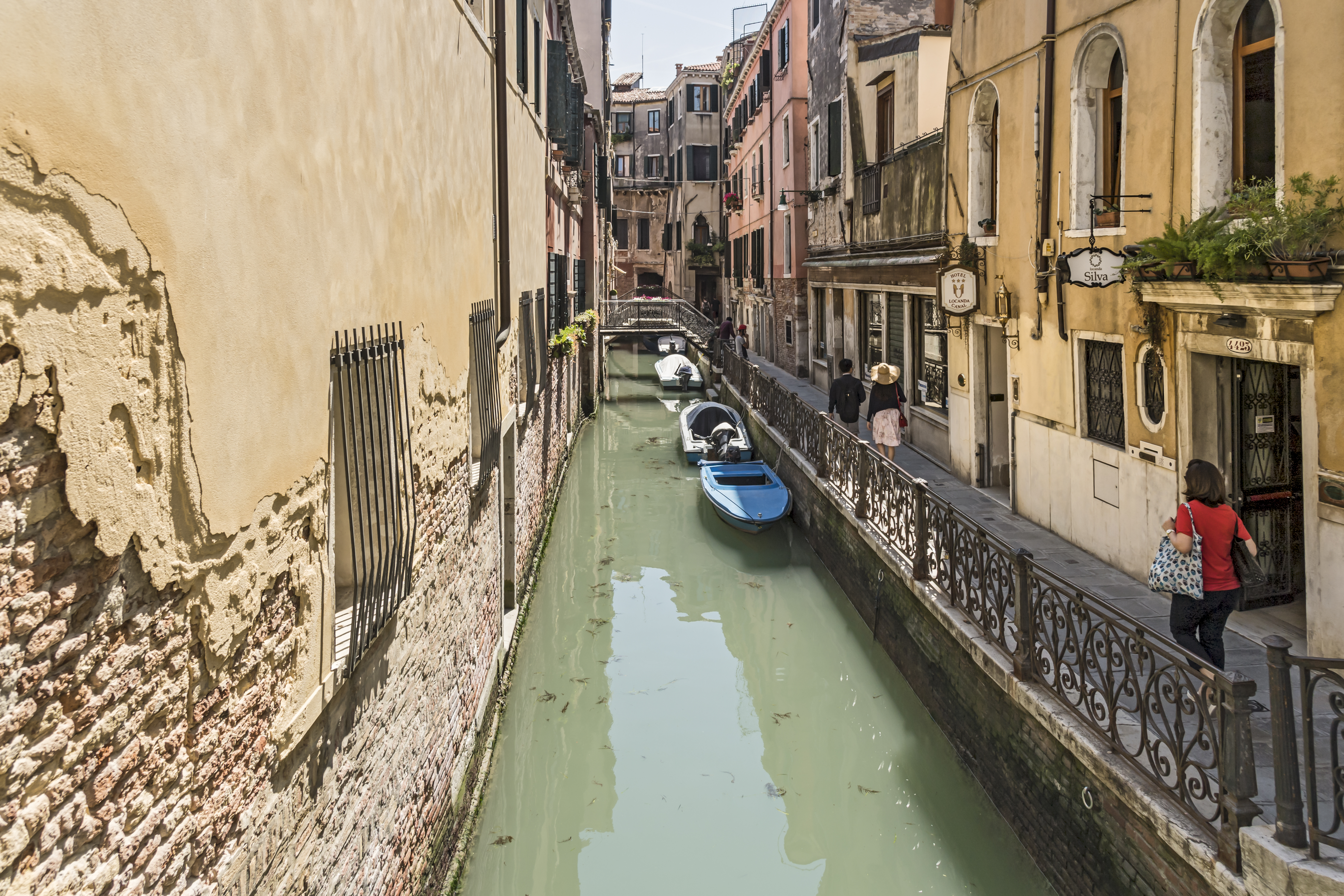
Rio del Remedio et fondamenta del Remedio

Le rio di San Giovanni Nuovo (vénitien: rio de San Zaninovo) est un canal de Venise dans le sestiere de Castello. Il est aussi appelé Rio del Remedio dans sa partie septentrionale.

## Toponymie

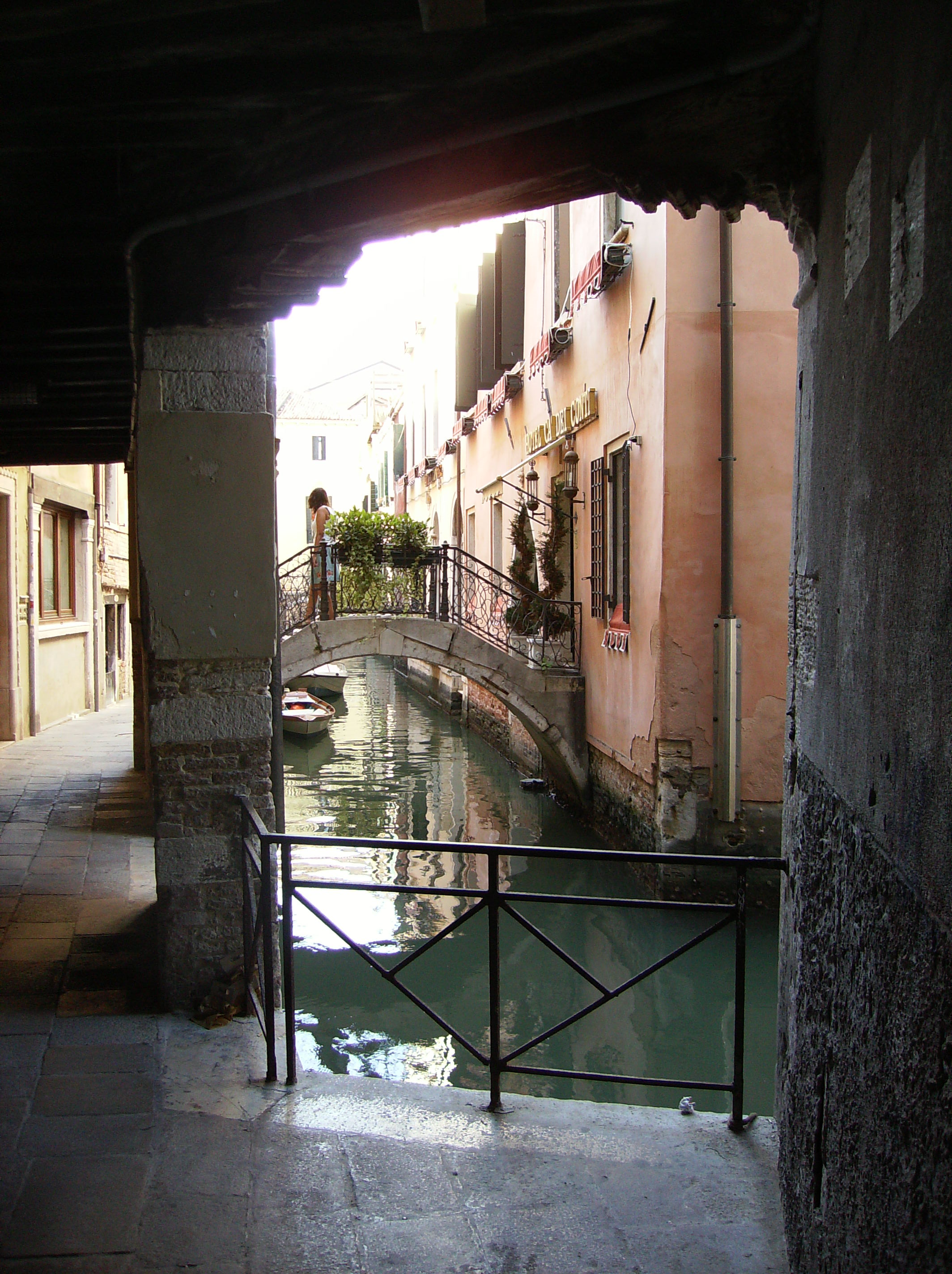
rio, fondamenta del Remedio et Ca'dei Conti vus d'un sotoportego

Le nom provient de l'Église San Giovanni Nuovo.

## Description
Le rio de San Zaninovo a une longueur d'environ 200 mètres. Il part du rio de San Provolo en zigzag vers le nord-ouest pour rejoindre le rio del Mondo Novo.

## Situation
Ce rio ne longe que le palais Avogadro à son embouchure avec le rio del Mondo Novo. Dans sa partie septentrionale (ou il s'appelle rio del Rimedio), il est très étroit et longe l'hôtel Ca' dei Conti, qui est relié avec le quai opposé par des petits ponts privés.

## Ponts
Ce rio est traversé par plusieurs ponts, du sud au nord:
- le ponte de la Corona (anciennement pont Lion, d'après la famille éponyme), faisant traverser la calle' éponyme ; en 1713, il y existe une enseigne hostaria alla Corona; ce pont fut en 1850 le premier à être refait en fer.
- le ponte storto (pont en biais), reliant Calle Rimpetto la Sacrestia et Calle Castagna.
- deux ponts privés de l'hôtel Ca'dei Conti;
- le ponte Nicolò Pasqualigo (jusqu'en 1870 ponte Noal), reliant Fondamenta del Remedio et Ponte Avogadro traversant le rio de Santa Maria Formosa; Nicolò Pasqualigo (+1821) fut commandant de division navale au service de l'Autriche.

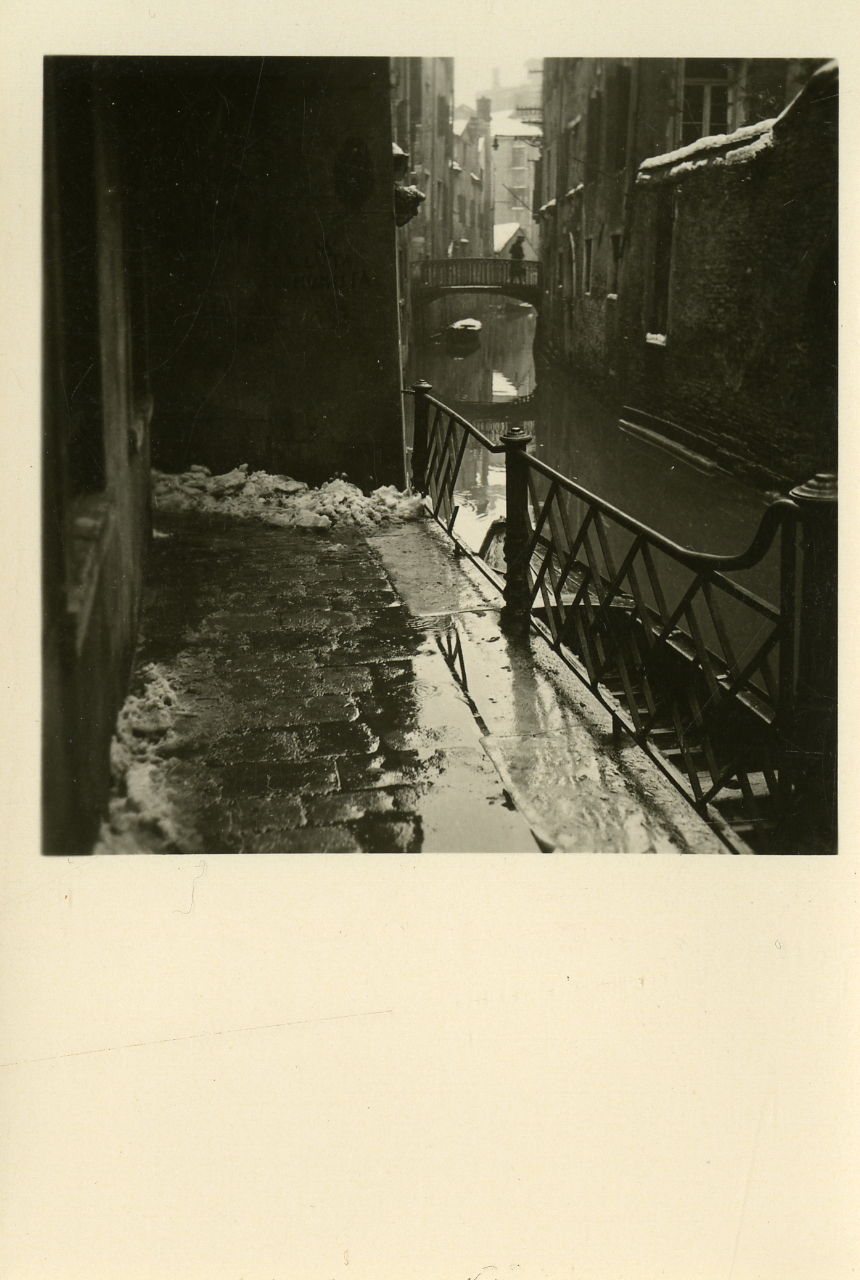
Ponte de la Corona vu par Paolo Monti
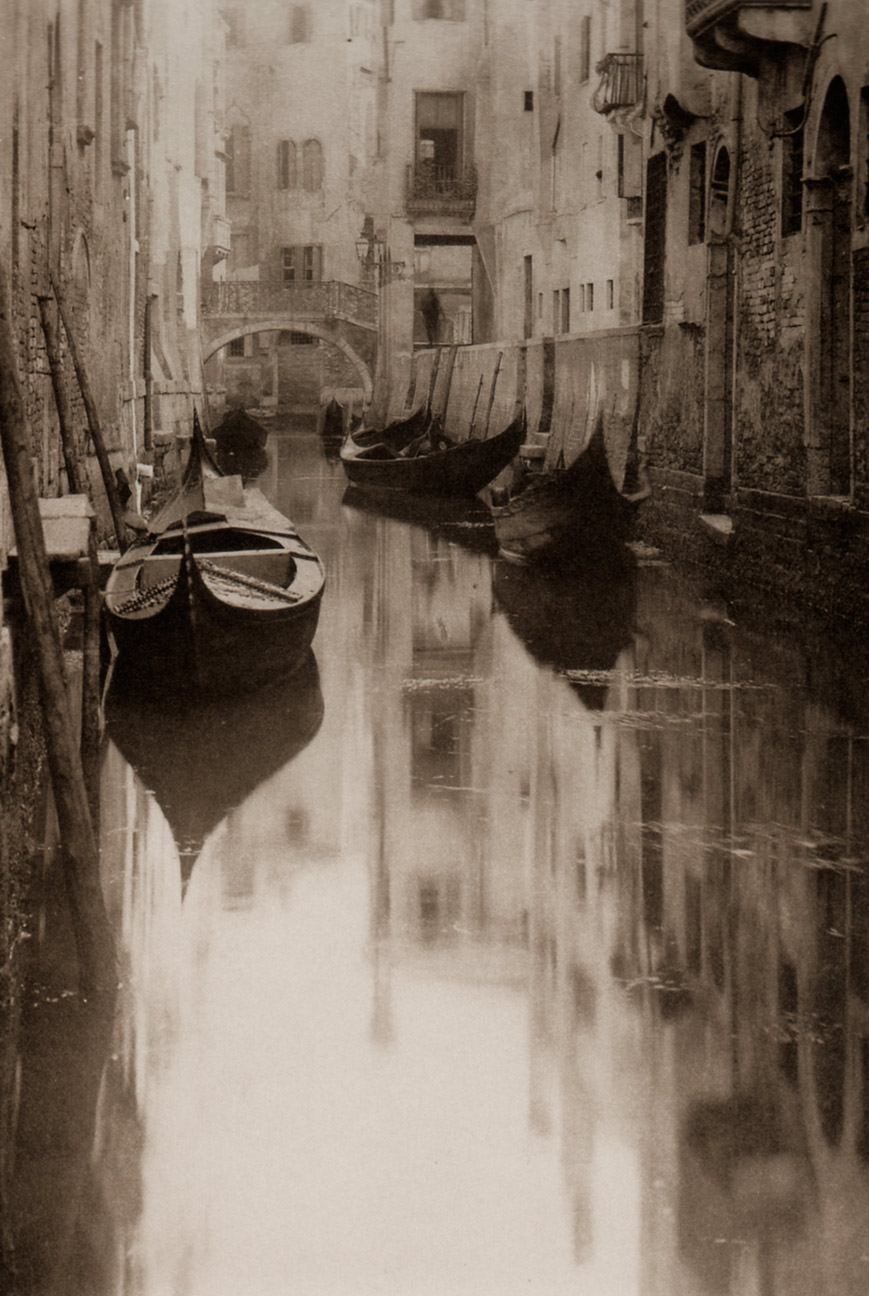
ponte Storto vu par Stieglitz
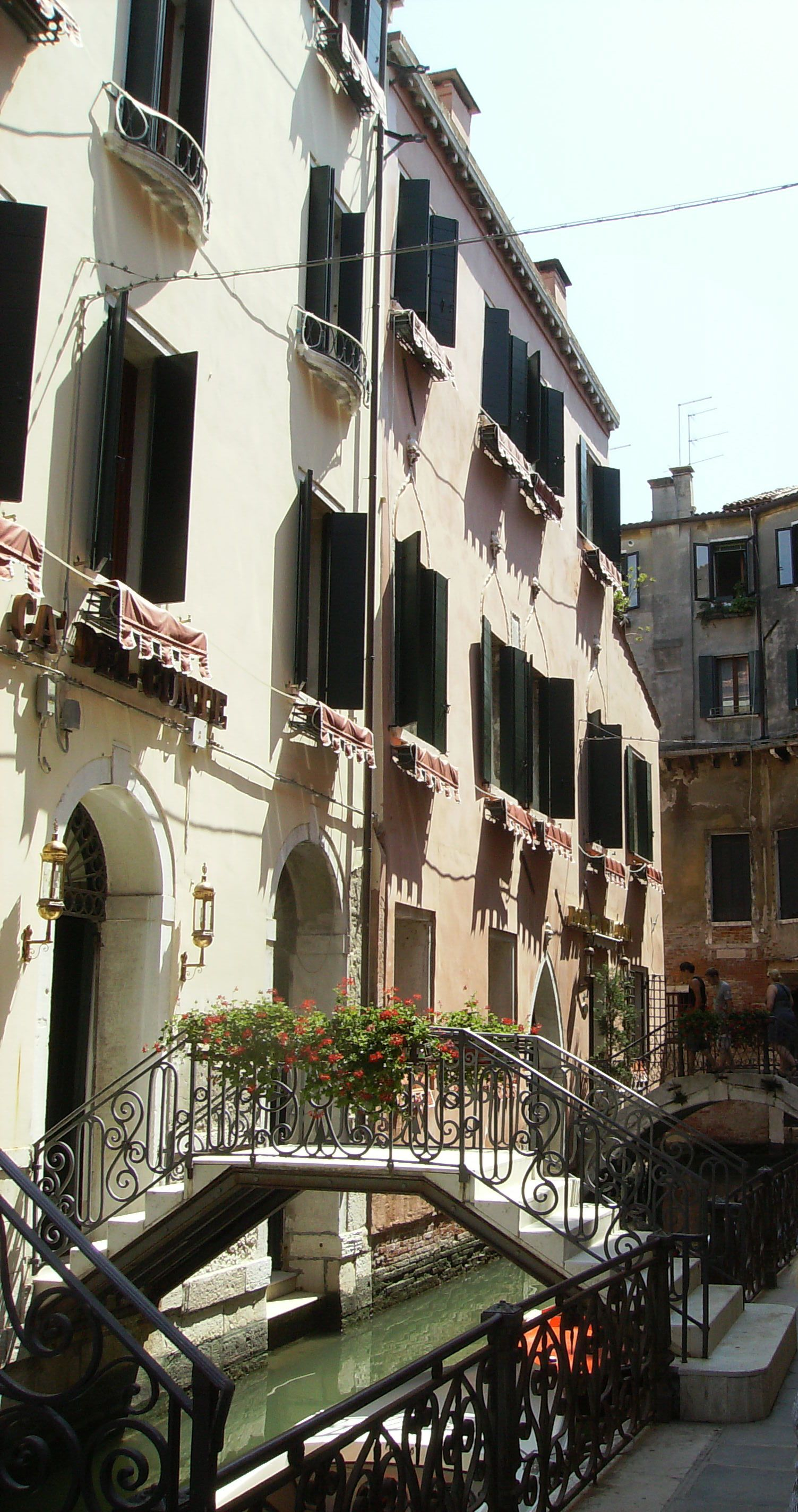
un des ponts privés de l'hôtel Ca'dei Conti
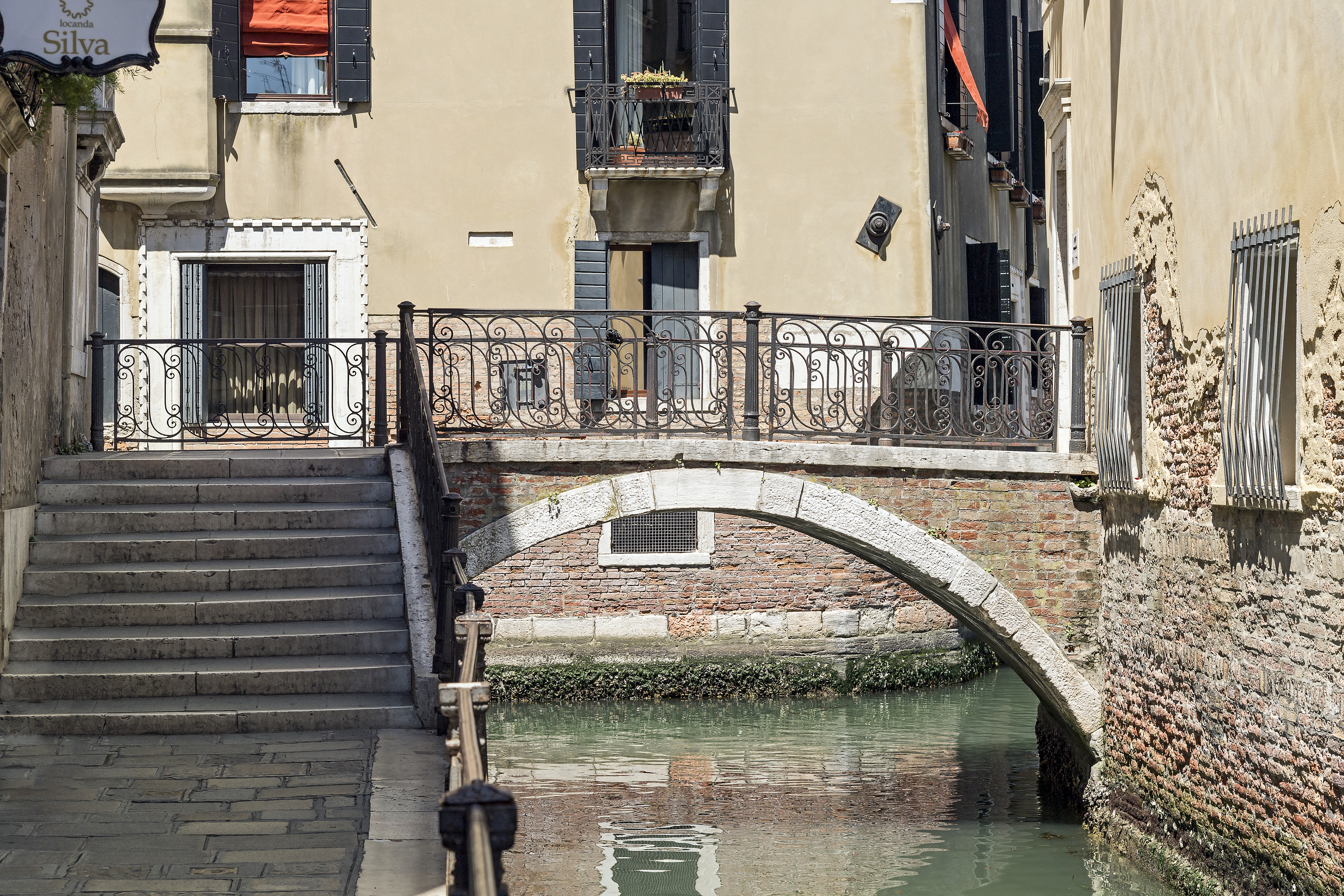
Pont Pasqualigo vu de la Fondamenta del Remedio
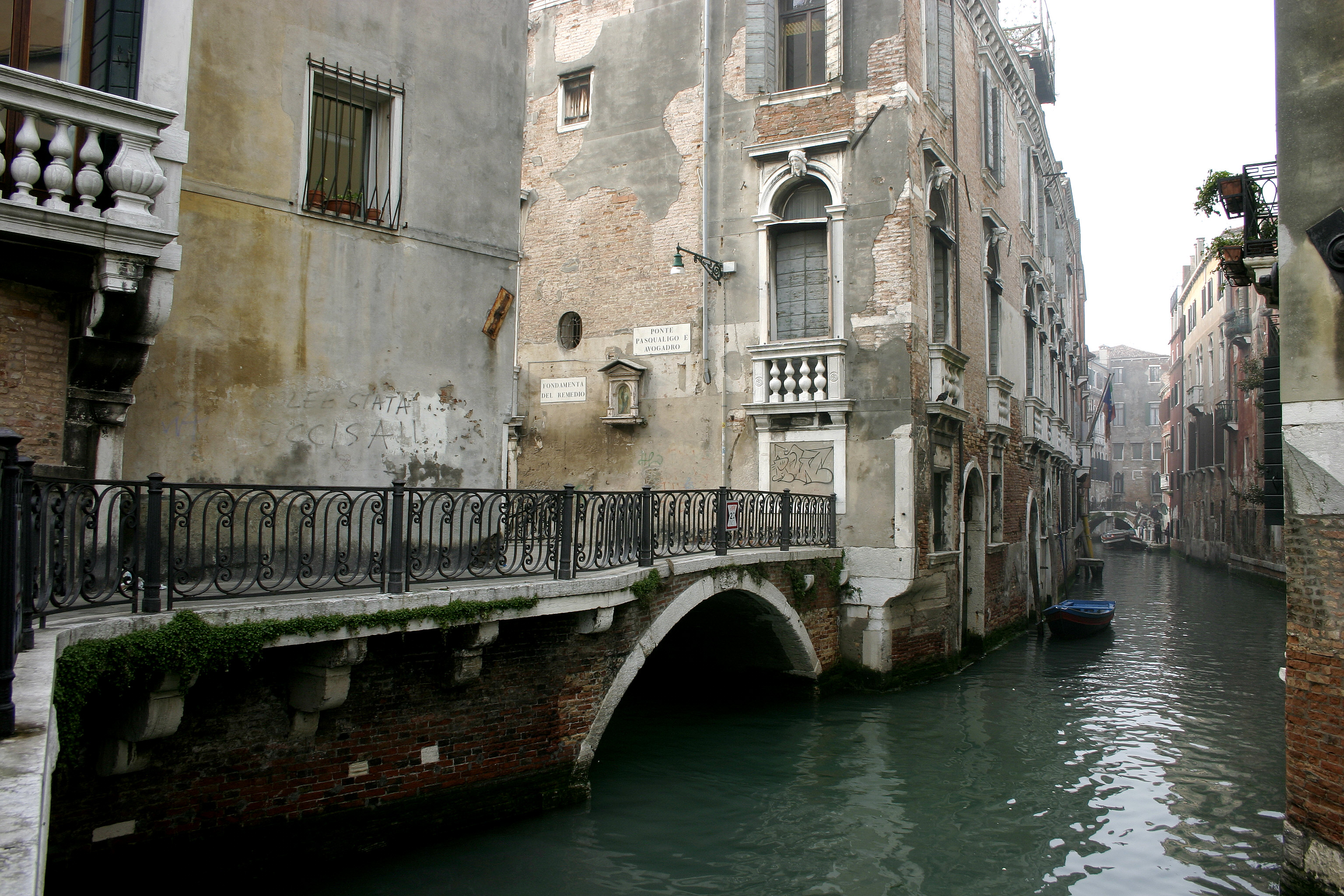
Pont Pasqualigo vu du rio del Mondo Novo